# The Ascension (wrestling)
The Ascension – tag team w profesjonalnym wrestlingu, którzy byli najbardziej znani ze swoich występów w federacji WWE. Jego członkami są Konnor i Viktor. W latach 2011–2012 podczas występów w Florida Championship Wrestling, The Ascension było stajnią do której należeli Konnor (wówczas znany jako Conor O’Brian), Kenneth Cameron, Ricardo Rodriguez, Tito Colon i Raquel Diaz. Konnor i Viktor są byłymi posiadaczami pasów NXT Tag Team Championship, a ich trwające 344 dni panowanie jest aktualnie najdłuższym w historii tego tytułu. Od września 2015 do początku 2016 roku, The Ascension łączyło siły ze Stardustem, wspólnie występując jako "The Cosmic Wasteland".

## Historia

### Florida Championship Wrestling (2011–2012)
28 sierpnia 2011 roku Ricardo Rodriguez ogłosił powstanie nowego ugrupowania, The Ascension, która miała składać się z Kennetha Camerona, Conora O’Briana, Tito Colona i Raquel Diaz. Pierwszą walką, w którą zaangażowani byli wszyscy członkowie grupy był Six-Man Tag Team Match pomiędzy Cameronem, Colonem i O’Brianem a CJ'em Parkerem, Donnym Marlowem i Johnnym Curtisem, odbyty 1 września 2011. 30 września Cameron i Colon otrzymali szansę zdobycia Florida Tag Team Championship, przegrali jednak w walce z Parkerem i Marlowem.
W październiku The Ascension zakończyło współpracę z Rodriguezem. Winiety zapowiadające The Ascension jako mroczniejsze postacie ukazywały tylko czterech członków grupy, bez Rodrigueza. Pod koniec listopada grupa niemal całkowicie przestała istnieć; O’Brian został kontuzjowany, Colon został wezwany do głównego rosteru WWE, a Diaz odeszła od grupy i została mistrzynią FCW. Jedynie Cameron wciąż używał gimmicku związanego z Ascension. Chwilowe zaprzestanie działalności grupy okazało się jednak bardzo korzystne dla Camerona, rozpoczął on bowiem serię zwycięstw, która zakończona została dopiero w późnym lutym 2012 roku.
15 marca 2012 powrócił Conor O’Brian, stanął on w narożniku Camerona podczas jego walki z Byronem Saxtonem; pojedynek zakończył się dyskwalifikacją wywołaną interwencją O’Briana w walkę. Cameron i O’Brian utworzyli tag-team The Ascension, w pierwszym starciu drużynowym, 24 marca, pokonali Jasona Jordana i Xaviera Woodsa. Pierwszą przegraną odnotowali w walce o Florida Tag Team Championship z Coreyem Gravesem i Jakiem Carterem. Po tej przegranej ponownie rozpoczęli serię zwycięstw.

### NXT (2012–2014)
The Ascension zadebiutowało w NXT 20 czerwca 2012, pokonali wówczas Mike’a Daltona i CJ'a Parkera. Rozpoczęli rywalizację z The Usos i wygrali z nimi większą część walk. Pokonali również drużynę z głównego rosteru – Tysona Kidda i Justina Gabriela. The Ascension zostało rozwiązane po tym, jak 30 listopada 2012 Cameron został aresztowany i zwolniony z WWE.
Odtąd O’Brian walczył sam, nadal utrzymując gimmick The Ascension. 5 czerwca 2013, po wygranej przez O’Briana walce z Alexem Rileyem, na rampie pojawił się Rick Viktor i przykuł uwagę O’Briana. Nowe Ascension wygrało Gauntlet Match, przez co O’Brian i Rick Viktor stali się nowymi pretendentami do NXT Tag Team Championship. 2 października zdobyli tytuły; pokonali ówczesnych mistrzów Adriana Neville’a i Coreya Gravesa. W listopadzie Conor O’Brian zmienił pseudonim ringowy na "Konnor", a pseudonim Ricka Viktora skrócono do "Viktor".
Przez większość panowania The Ascension ich walki kończyły się po zaledwie kilku minutach. Ich pierwszą ważniejszą obroną pasów było starcie z Too Cool na pierwszym evencie NXT, NXT Arrival. Po tym zwycięstwie The Ascension zażądało lepszych oponentów, w następnych tygodniach bez większych problemów pokonywali rożne drużyny stworzone z zakontraktowanych wrestlerów NXT. El Local i Kalisto wyzwali The Ascension na walkę o pasy na NXT TakeOver, z której zwycięsko wyszli dotychczasowi mistrzowie.
9 września 2014 The Ascension pojawiło się na Main Event, by wypromować ich nadchodzące starcie z The Lucha Dragons (Kalisto i Sin Cara). Na NXT TakeOver: Fatal 4-Way, po 344 dniach panowania, utracili tytuły mistrzowskie na rzecz The Lucha Dragons. Tej samej nocy wdali się w sprzeczkę z Williamem Regalem i debiutującym Hideo Itamim. Po kilku tygodniach pastwienia się nad Itamim, z pomocą przyszedł mu debiutujący Finn Bálor. Doprowadziło to do wygranego przez Itamiego i Bálora starcia z The Ascension na NXT TakeOver: R Evolution.

### Główny roster (od 2014)

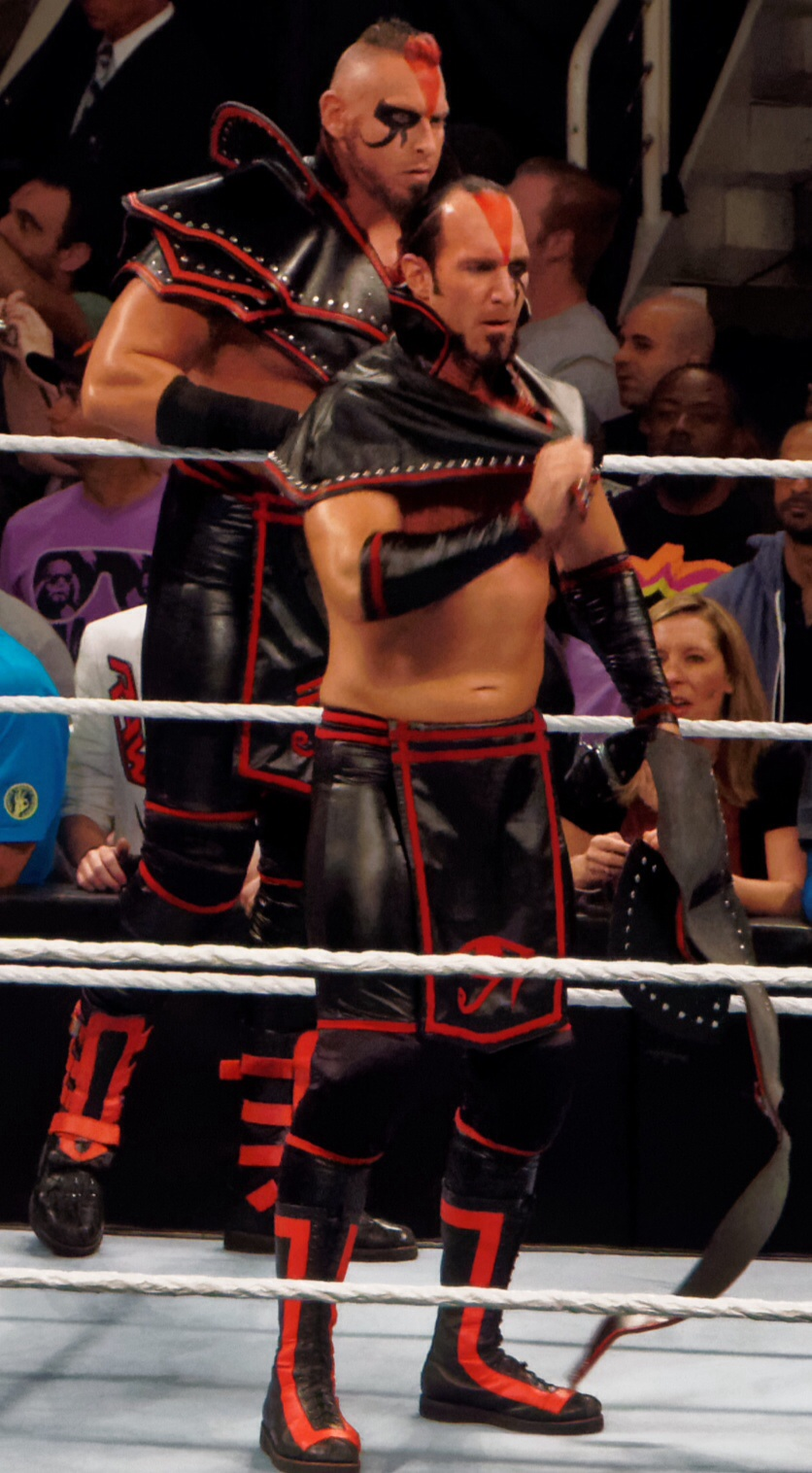
W głównym rosterze The Ascension zmieniło swój wizerunek

12 grudnia na SmackDown WWE zaczęło wypuszczać winiety zapowiadające debiut The Ascension w głównym rosterze. Ostatecznie zadebiutowali na Raw, 29 grudnia 2014 roku i pokonali The Miza i Damiena Mizdowa.
Po pokonaniu swoich przeciwników na Raw 5 stycznia 2015 porównali się do legendarnych tag-teamów, takich jak The Road Warriors, Demolition czy The Powers of Pain, co utwierdziło ich status antagonistów (heeli).
19 stycznia na specjalnym odcinku Raw – Raw Reunion The Ascension skonfrontowało się z członkami New World Order: Kevinem Nashem, Scottem Hallem i X-Pacem, zanim jednak zdołali ich zaatakować, przeszkodzili im A.P.A. i New Age Outlaws. Wydarzenie to doprowadziło do wygranej przez The Ascension walki z New Age Outlaws na Royal Rumble. 12 lutego na SmackDown The Ascension wzięło udział w Turmoil Tag Team Matchu przeciwko Romanowi Reignsowi i Danielowi Bryanowi, zostali jednak wyeliminowani przez dyskwalifikację. 16 lutego zaatakowali Darrena Younga, jednak z pomocą przyszedł mu Titus O’Neil, co doprowadziło do powrotu tag-teamu The Prime Time Players. Tydzień później odnotowali pierwszą przegraną, przeciwko właśnie The Prime Time Players. Na WrestleManii 31 Konnor i Viktor wzięli udział w André The Giant Memorial Battle Royal, jednak żadnemu z nich nie udało się go wygrać. W maju rozpoczęli rywalizację z Macho Mandowem i Curtisem Axelem; pokonali ich na gali Payback. 21 maja na SmackDown wzięli udział w Fatal Four-Way Tag Team Matchu przeciwko Cesaro i Tysonowi Kiddowi, Los Matadores i zwycięskim Lucha Dragons. Wzięli udział w Elimination Chamber Tag Team Matchu o pasy WWE Tag Team Championship na gali Elimination Chamber, jednak nie udało im się zdobyć tytułów.
9 lipca na SmackDown przerwali promo Randy’ego Ortona, ten jednak zaatakował ich. Odtąd The Ascension pojawiało się głównie na Superstars i Main Event, przegrywało starcia z różnymi tag-teamami. Konnor i Viktor powrócili do NXT w październiku 2015, przegrali wtedy z Jasonem Jordanem i Chadem Gablem.
3 września 2015 na SmackDown zaatakowali Neville’a, podczas jego wejścia na ring przed walką ze Stardustem. Spowodowało to połączenie sił The Ascension ze Stardustem i utworzenie grupy The Cosmic Wasteland. Na Night of Champions Cosmic Wasteland pokonało Neville’a i Lucha Dragons. Na Survivor Series, w drużynie z The Mizem i Bo Dallasem, przegrali Traditional Survivor Series Elimination Match przeciwko The Dudley Boyz, Nevillowi, Titusowi O’Neilowi i powracającemu Goldustowi. 11 lutego 2016 na SmackDown The Cosmic Wasteland zostało pokonane przez Neville’a i Lucha Dragons. Na Raw, 22 lutego, The Ascension przegrało starcie drużynowe z The Usos. Na WrestleManii 32 obydwaj członkowie The Ascension wzięli udział w André the Giant Memorial Battle Royalu, lecz żaden z nich nie wyszedł z niego zwycięsko. 16 kwietnia 2016, WWE zawiesiło Konnora na okres 60 dni za drugie naruszenie WWE Wellness Policy. Po ogłoszeniu zawieszenia, Viktor rozpoczął brać udział w walkach singlowych, głównie na tygodniówkach Main Event i Superstars. Konnor powrócił do akcji w ringu 24 czerwca 2016.

### SmackDown (od 2016)
W lipcu w wyniku przywrócenia podziału WWE na brandy i zorganizowania draftu, The Ascension stało się częścią brandu SmackDown. W pre-show gali SummerSlam, The Ascension wzięło udział w 12-osobowym tag team matchu, gdzie ich drużyna poniosła porażkę. Wzięli udział w turnieju wyłaniającym pierwszych posiadaczy WWE SmackDown Tag Team Championship, lecz zostali wyeliminowani w pierwszej rundzie przez The Usos. Podczas pre-show gali No Mercy, Ascension i The Vaudevillains przegrali z The Hype Bros i American Alpha. 25 października na odcinku SmackDown, The Ascension wzięło udział w walce kwalifikującej do drużyny tag-teamowej SmackDown na Survivor Series, lecz przegrali z The Hype Bros.

## Ruchy używane w wrestlingu
- Drużynowe finishery
  - O’Brian i Cameron
    - Downcast (Spinning sitout jawbreaker (Cameron) i Flapjack (O’Brian))
    - Fall of Man (Legsweep (O’Brian) i Spinning heel kick (Cameron))

  - Konnor i Viktor
    - Fall of Man (Legsweep (Konnor) i jumping European uppercut (Viktor))
- Inne ruchy drużynowe
  - Konnor i Viktor
    - Kobminacja body avalanche (Konnor) i high knee (Viktor)
    - Nuclear Fallout (Sky lift slam)
- Finishery Konnora
  - Fall of Man (Flapjack, a potem running leg drop w tył głowy przeciwnika)
  - Rough Shot (Full nelson slam)
  - Stockade (Grounded octopus stretch)
- Finishery Viktora
  - Fade to Black (Crucifix powerbomb lift i piledriver)
- Menedżerowie
  - Ricardo Rodriguez
  - Raquel Diaz
  - Stardust
- Motywy muzyczne
  - "Let Battle Commence" ~ Daniela Nielsena (2011–2014)
  - "Rebellion" ~ CFO$ (od 2014)
  - "Written in the Stars" ~ Jim Johnston (2015–2016; podczas współpracy ze Stardustem)

## Mistrzostwa i osiągnięcia
- Pro Wrestling Illustrated
  - PWI umieściło Konnora na 123. miejscu w top 500 wrestlerów rankingu PWI 500 w 2014[37]
  - PWI umieściło Viktora na 128. miejscu w top 500 wrestlerów rankingu PWI 500 w 2014[37]
- WWE NXT
  - NXT Tag Team Championship (1 raz) – Konnor i Viktor